# Alexandre-Angélique de Talleyrand-Périgord
Pour les articles homonymes, voir Périgord (homonymie) et Talleyrand (homonymie).
Pour les autres membres de la famille, voir Maison de Talleyrand-Périgord.
Alexandre Angélique de Talleyrand-Périgord, né le 18 octobre 1736 à Paris et mort le 20 octobre 1821 à Paris, est un homme d'Église et un homme politique français.
Il est l'oncle paternel de Charles-Maurice de Talleyrand-Périgord (1754-1838).

## Études
Alexandre-Angélique de Talleyrand-Périgord fréquente le collège jésuite de La Flèche en Sarthe. Il poursuit au séminaire Saint-Sulpice à Paris d'où il sort avec une licence en théologie puis à la faculté de droit à Reims où il obtient une licence in utroque jure c'est-à-dire de droit canon et de droit civil.

## Parcours ecclésiastique
Talleyrand-Périgord est ordonné prêtre en 1761. Il est aumônier du roi de 1761 à 1766. Il est vicaire général de l'évêché de Verdun en 1762. Le 27 décembre 1766, il est nommé évêque in partibus de Trajanopolis-en-Rhodope (de) et coadjuteur de l'archevêque de Reims.
Il est élevé à l'archevêché de Reims le 27 octobre 1777 . Il est aussi abbé commendataire de l'abbaye Notre-Dame de Cercamp de 1777 à 1789.
Ayant refusé le régime concordataire français en 1801, il refuse de démissionner de l'archevêché de Reims ; il le fait après la Restauration, le 8 novembre 1816. Il devient grand aumônier du roi Louis XVIII en exil dès 1808, continuant à occuper cette fonction après la restauration de 1814 et jusqu'à sa mort.
Le pape Pie VII le crée cardinal lors du consistoire du 28 juillet 1817. Il est alors nommé archevêque de Paris le 1er octobre 1817, mais n'est installé qu'en 1819.

## Parcours politique
Talleyrand-Périgord est membre de l'Assemblée du clergé de 1780 à 1788, membre de l'Assemblée des notables en 1787 et député du clergé aux États généraux de 1789 pour la sénéchaussée de Reims.
Il est le représentant du comte de Provence (futur Louis XVIII) exilé en Pologne (1803).
En 1815, il devient pair de France.
Il est l'un des principaux artisans du concordat du 11 juin 1817.

## Émigration
Ayant émigré en 1790, après la Constitution civile du clergé, il vit successivement à Aix-la-Chapelle, Weimar et Brunswick. Il a alors pour secrétaire l'abbé Nicolas Baronnet (1744-1820), curé de Cernay-en-Dormois (Marne). Revenu en France lors de la Première Restauration, il suit Louis XVIII dans son exil de Gand en 1815 pendant les Cent-Jours.

## Distinctions
- Commandeur de l'ordre du Saint-Esprit.

## Armoiries
De gueules à trois lions couronnés d'or, armés et lampassés d'azur.

## Iconographie
- Jacques Wilbault, Alexandre Angélique de Talleyrand-Périgord, cabinet des Estampes, Paris.
- Louis Pierre Deseine, Portrait de monseigneur de Talleyrand Périgord (Alexandre Angélique) archevêque et pair de France, vers 1822, buste, Paris, musée du Louvre.
- Jean-Pierre Franque, Alexandre Angélique de Talleyrand-Périgord, cardinal, peinture (huile sur toile), postérieure au décès du cardinal, musée du château de Versailles.